# 13830 ARLT
13830 ARLT è un asteroide della fascia principale. Scoperto nel 1999, presenta un'orbita caratterizzata da un semiasse maggiore pari a 2,8137949 UA e da un'eccentricità di 0,0966275, inclinata di 5,45781° rispetto all'eclittica.